# Per Brahegymnasiet

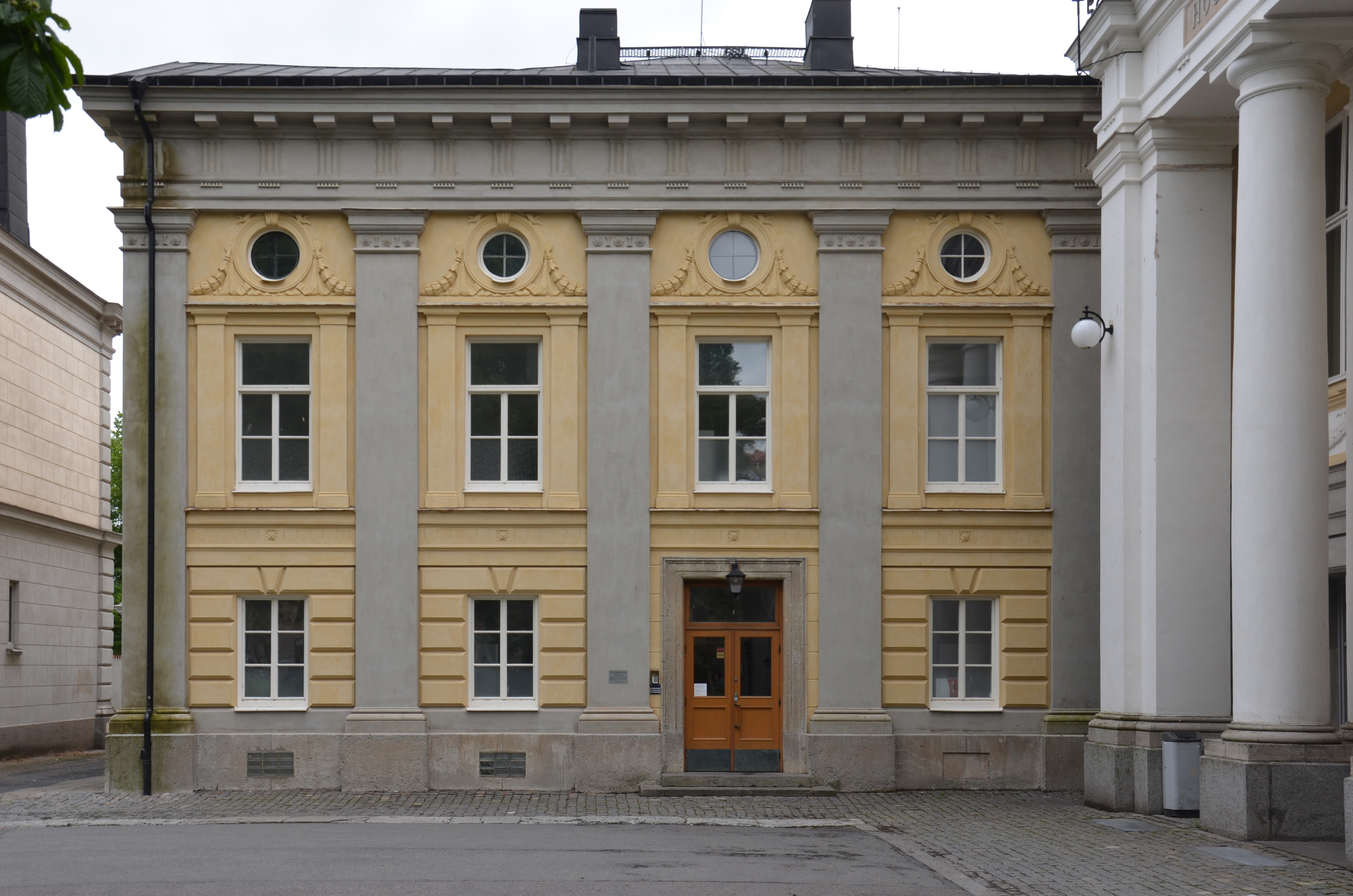
Västra fasaden på Per Brahegymnasiets gymnastikbyggnad

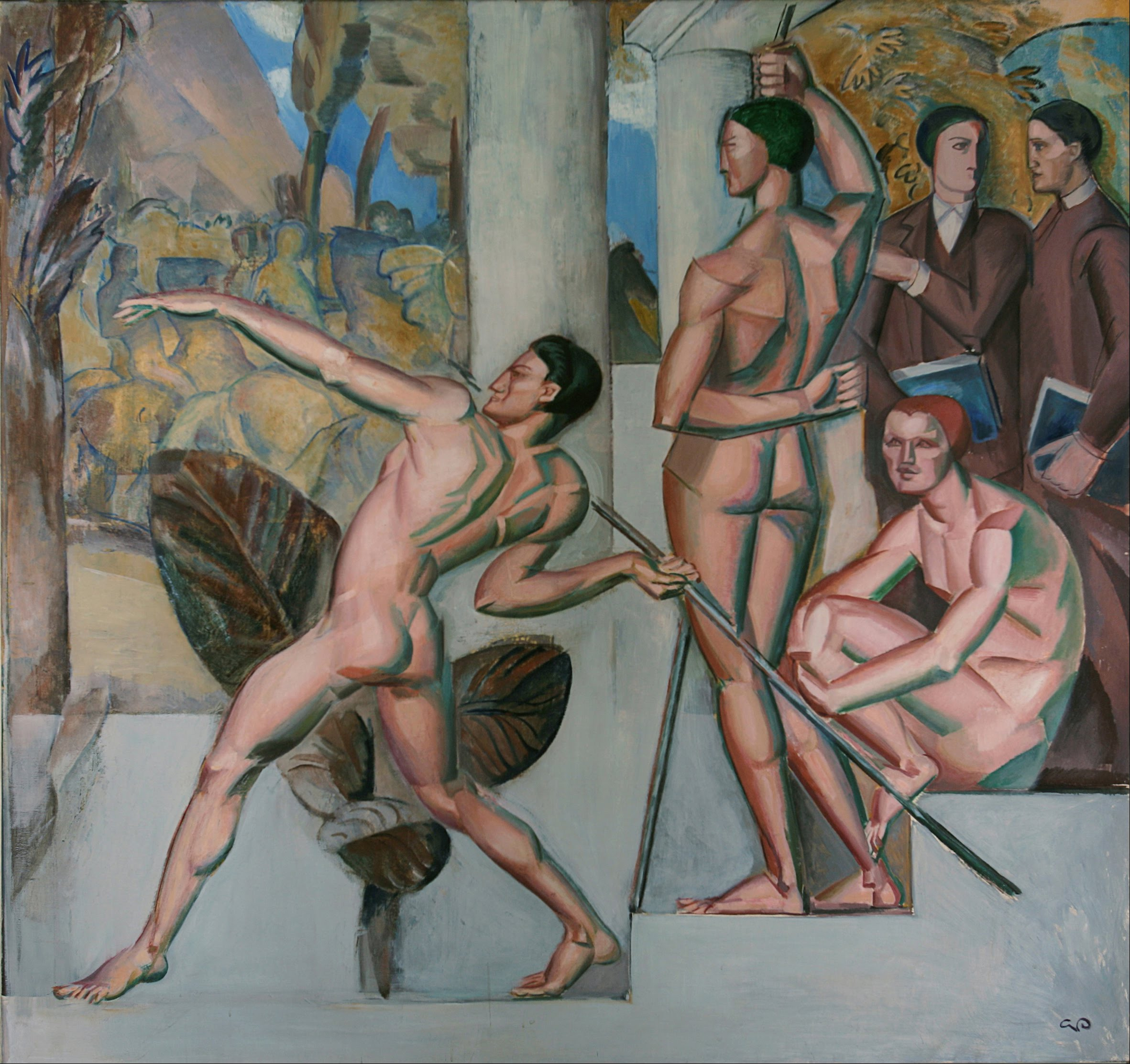
Mens sana in corpore sano, al fresco-målning i aulan av av Georg Pauli

Per Brahegymnasiet är en gymnasieskola i Jönköping, vars nuvarande byggnad togs i bruk 1913. Skolan bildades 1966/1968 genom ombildning av Jönköpings högre allmänna läroverk. 
Skolans namn i folkmun är "Peset" eller "PB" .Per Brahegymnasiet är sedan 2007 en certifierad FN-skola och elever har möjlighet att ta Cambridge-certifikatet.
År 2005 hade gymnasiet 1 500 elever.

## Historik
Skolan har sitt namn efter Per Brahe d.y.. 

## Gymnasieprogram
Per Brahegymnasiet har sex gymnasieprogram:
Ekonomiprogrammet (EK)
- Ekonomi
- Juridik

Estetiska programmet (ES)
- Bild och form
- Dans
- Musik
- Teater
- Estetik och Media

International Baccalaureate (IB)
Naturvetenskapsprogrammet (NA)
- Inriktning Naturvetenskap och samhälle
- Inriktning naturvetenskap[4]

Samhällsvetenskapsprogrammet (SA)
- Beteendevetenskap
- Medier, information och kommunikation
- Samhällsvetenskap

Humanistiska programmet (HU)
- Språk